# Sholinghur
Sholinghur (ook gespeld als Sholingur) is een panchayatdorp in het district Ranipet van de Indiase staat Tamil Nadu. 

## Demografie
Volgens de Indiase volkstelling van 2001 wonen er 26.597 mensen in Sholinghur, waarvan 51% mannelijk en 49% vrouwelijk is. De plaats heeft een alfabetiseringsgraad van 74%.